# Bleek langpalpje
Het bleek langpalpje (Donacochara speciosa) is een spinnensoort in de taxonomische indeling van de hangmatspinnen (Linyphiidae).
Het dier behoort tot het geslacht Donacochara. De wetenschappelijke naam van de soort werd voor het eerst geldig gepubliceerd in 1875 door Tord Tamerlan Teodor Thorell.